# Evan Rogers
Evan Rogers är en amerikansk musikproducent och låtskrivare som sedan 1980-talet arbetar tillsammans med Carl Sturken. De båda har bland annat samarbetat med Christina Aguilera och Rihanna.